# Ronde van Vlaanderenbrug
De Ronde van Vlaanderenbrug is een brug in centrum van de Belgische stad Kortrijk. De brug overspant de rivier de Leie en maakt deel uit van de Burgemeester Lambrechtlaan. Deze laan vormt het westelijke deel van de kleine stadsring R36 en kwam er om de verzadigde verkeersas Beheerstraat-Noordstraat te ontlasten van doorgaand verkeer. De brug bevindt zich in het Westerkwartier en verbindt Kortrijk-Weide met de Blekerijsite. De Ronde van Vlaanderenbrug vormt een nieuwe brug die in het kader van de verbreding en rechttrekking van de Leie, de Leiewerken, werd opgetrokken om schepen met 2 gestapelde containers doorgang te bieden. De werken voor de realisatie van deze brug gingen van start op 19 april 2004 en werden beëindigd in 2006.
De 'officiële' opening vond plaats op 10 april 2007 met de doortocht van de wielerwedstrijd de Ronde van Vlaanderen over de brug. Deze werd ontsierd door een grote valpartij op het natgespoten wegdek.
Broelbrug · Budabrug · Brug over Sluis 11 · Collegebrug · Dambrug · De Drie Duikers · Gentbrug · Gerechtshofbrug · Groeningebrug · Kalkovenbrug · Kasteelbrug · Leiebrug · Luipaardbrug · Noordbrug · Overzetwegbrug · Reepbrug · Ronde van Vlaanderenbrug · Spoorwegbrug Kanaal · Viaduct R8 (Harelbeke) · Viaduct R8 (Marke) · Viaduct R8 (Stasegem)